# 南勢 (苗栗縣)
南勢，是臺灣苗栗縣通霄鎮的一個傳統地域名稱，位於該鎮西南部。相較於今日行政區，其範圍大致與通南里相近。

## 歷史
台灣清治末期至日治初期，南勢地區為一街庄，稱為「南勢庄」，隸屬於苗栗二堡。該庄北與通霄街、北勢庄為鄰，東與梅樹腳庄為鄰，南邊為五里牌庄，西邊臨海。
1901年（日治明治三十四年）11月，該庄隸屬於苗栗廳。1909年（明治四十二年）10月，改隸屬於新竹廳。1920年（大正九年），該庄改制為「南勢」大字，隸屬於新竹州苗栗郡通霄庄
戰後通霄庄改制為通霄鄉，隸屬於新竹縣，大字改制為村。1948年，通霄鄉改制為通霄鎮，村亦改制為里。1950年桃、竹、苗分治，通霄鎮改隸屬於重新成立的苗栗縣。

## 交通
台鐵海線大致以東北—西南走向經過南勢地區中西部，稍北不遠處即為通霄車站。該站屬三等站，但除少數自強號班次未停靠外，其餘各級列車均有停靠，整體業務量超出三等站的評估標準。
國道3號又稱「福爾摩沙高速公路」，是貫穿台灣西部的兩條縱向高速公路之一，大致以東北—西南走向經過本地區東南端。境內未設交流道，較近的是北邊縣道128號交會口的通霄交流道，由此進入可快速前往台灣西部各地。
省道台1線又稱「縱貫公路」，是臺北至屏東楓港的平面幹道，大致以東北—西南走向蜿蜒經過本地區中部偏東地帶，向東北可繞過通霄市區以前往後龍、頭份、新竹等地，向西南可前往苑裡、大甲、清水、彰化等地。
省道台61線又稱「西部濱海快速公路」，是新北八里至臺南安南的快速公路，大致與鐵路同方向而位於其西北側不遠處，可快速前往台灣西部海岸各地。
中山路是本地區通往通霄市區的道路，也是舊省道。